# Anna Teresa Messieri
Anna Teresa Messieri (Bologna, ... – ...; fl. XVII secolo) è stata una pittrice italiana, attiva nella seconda metà del XVII secolo.

## Biografia
Non sono note molte notizie sulla vita della pittrice Anna Teresa Messieri, «molto lodata nell'arte».
Le prime informazioni biografiche risalgono all'Aggiunta di Antonio Masini.
Attiva nella seconda metà del XVII secolo (fl. 1674), a partire dai suoi 15 anni fu allieva di Cesare Gennari per due anni. «Colla direzione del maestro studiò lo stile e la bella ombreggiatura del Guercino», imparò a disegnare e a dipingere: «da esso diretta arrivò a copiare egregiamente».
Oltre dalle copie di quadri dai maestri antichi, eseguì anche dipinti di sua invenzione.
Masini elenca tra le sue opere di grande formato un San Girolamo, un'Assunzione della Beata Vergine, una Madonna col bambino, un San Gioseffo, un San Giovannino e due angeli, un Lot con le due figlie, una Galatea.
Messieri realizzò a mezza figura anche i quadri di un Ecce Homo, una Sibilla, un Archimede, una Lucrezia Romana, un Profeta. Masini ricorda tra i suoi dipinti di piccolo formato il Martirio di Santa Margherita, numerosi ritratti e disegni che l'artista conservava presso di sè.
Tra le opere di Messieri, secondo gli autori ottocenteschi «le più meritevoli di particolare lode» erano l'Assunzione della Vergine, una Sibilla, il Lot con le figlie, una Lucrezia, vari ritratti, un martirio di Santa Margherita e un Archimede, «dai conoscitori dell'arte assai lodati e pregiati.» Marcello Oretti segnala anche un'opera della Messieri nel suo Descrizione delle pitture.
Caduta nell'oblio, non sono note sue opere esistenti.